# Olga Greceanu
Olga Greceanu (n. 1890, Nămăiești, Argeș – d. 1978, București) a fost o scriitoare, pictoriță, figură reprezentativă a neobizantinismului românesc,o remarcabilă femeie-artist-și-cărturar din perioada de eflorescență culturală interbelică.

## Viața și opera
Se naște într-o familie de intelectuali bucureșteni  cu origini polono-germane, Șeșevski, la  17 august 1890, în localitatea Mânăstirea Nămăiești de lângă Câmpulung Muscel.
Urmează studiile primare și liceale la instituții particulare din București (Institutul Pompilian, respectiv Institutul Șeșevski). După terminarea acestora urmează timp de trei ani (1911-1914) studii de chimie și de arte frumoase la  Liège (Belgia), declanșarea războiului obligând-o să revină în țară, unde în anul 1914 se căsătorește cu colegul său de studii politehnice, Nicolae Greceanu. Inițiază  prima asociere a femeilor pictorițe și sculptorițe iar în 1915 organizează prima expoziție a acestora la Ateneul Român.  Are o expoziție de grup la Iași, iar una personală la  Ateneul Român în 1919.
Între anii 1919 și 1922 revine în Belgia și termină studiile de chimie și de arte frumoase. Va face studii de specializare pentru lucrul în frescă la Paris, la Academia Baudoin.
Are expoziții personale la Paris (1928), New York (1924), participă la expoziția mondială de la New York din 1939.
Înainte de cel de-Al Doilea Război Mondial, pictează în frescă cele două săli ale Palatului Sfântului Sinod, sala de ședințe a Primăriei de Verde și Sala Muzeului de la Palatul Regal. Lucrează  în frescă și în mozaic la Institutul de arhitectură (1938), Salonul gării Mogoșoaia (1939), și frescă exterioară la Institutul de Istorie „Nicolae Iorga”
După  Al Doilea Război Mondial, pictează biserici și face pictură murală, precum și mozaicuri exterioare la biserica Antim din București (1949).
A avut expoziții în țară și în marile orașe europene, a participat la Expoziția universală din New York (1939).
Olga Greceanu moare la 16 noiembrie 1978, fiind înmormântată la cimitirul Bellu.
După 1989 îi apar studii și volume de meditații sau de călătorie, iar revista Rost din luna mai 2010 va dedica două studii vieții și activității Olgăi Greceanu, semnate de Adina Nanu și Liliana Ursu (www.rostonline.ro).

## Distincții
- Ordinul „Meritul Cultural” clasa a III-a (1968) „pentru activitate deosebită în domeniul artelor plastice”[7]

## Volume publicate
- 1933 — Îi apare volumul Bucarest et ses environs.[8]
- 1935 — Publică volumul Compoziția murală – Legile și tehnica ei, Institutul de Arte Grafice Triumful, București —
- 1935 — Cartea apare și în franceză sub titlul - La Composition mural: Ses lois et sa technique, Imprimeur-Editeur Julien Laherte Delcour, Renaix, 1938.
- 1937 — Publică volumul Cula din Măldărești, Institutul de Arte Grafice Triumful, București.
- 1939 — Publică Specificul național în pictură, Tiparul Cartea Românească, București. Participă la Expoziția internațională de la New York.
- 1940 -   Publică Pe urmele pașilor tăi, Isuse[9]
- 1943 — Publică Femmes peintres d ́autrefois, Editura Ziarul, Craiova.
- 2011 - Mărturie în cuvânt și chip. Vocabular al credinței și vieții spirituale, publicat postum

## Afilieri
- Societatea femeilor pictore
- Tinerimea artistică